# 石谷対馬守
石谷 対馬守（いしがや つしまのかみ、生年不詳-1556年）は、から戦国時代の人物。斎藤道三の家臣。

## 略歴
石谷城（岐阜県岐阜市）城主であり、元は土岐氏の家臣であり、土岐氏が追放された後は道三の家臣となった。1556年（弘治2年）4月、長良川の戦いにおいて道三に従軍するも破れ、斎藤義龍の誘いを断り自害した。美濃石谷氏は滅亡した。